# Camponotus acutirostris
Camponotus acutirostris es una especie de hormiga del género Camponotus, tribu Camponotini. Fue descrita científicamente por Wheeler en 1910.
Se distribuye por México y los Estados Unidos. Se ha encontrado a elevaciones de hasta 2286 metros. Vive en bosques.